# Organizmy rafotwórcze
Organizmy rafotwórcze – organizmy roślinne i zwierzęce, których obumarłe szkielety wapienne tworzą rafy. Występują zazwyczaj masowo, tworząc kolonie. Należą do nich m.in. koralowce (zwłaszcza madrepory), otwornice, pierścienice, mięczaki i mszywioły. Z organizmami rafotwórczymi związane są w różny sposób liczne gatunki roślin i zwierząt zamieszkujących w szczelinach raf, a także takie, które żyją z nimi w symbiozie, pasożytują na nich lub odżywiają się nimi (np. gąbki, małże)
Organizmy rafotwórcze odgrywają znaczącą rolę w budowie skorupy ziemskiej, kopalne stanowią skamieliny przewodnie.